# 内皮细胞无能
内皮细胞无能（Endothelial cell anergy）存在于血管生成的过程中， 表现为内皮细胞（血管内壁上皮细胞）对炎症细胞因子不应答，  而炎症细胞因子对于诱导细胞粘附分子的表达至关重要，可介导白细胞渗出至炎症部位（例如肿瘤组织）。除内皮细胞无能机制可导致肿瘤组织逃避免疫系统攻击外，还有很多其他血管机制可有助于免疫逃脱，例如免疫检查点分子（例如PD-L1 /2）的表达和蛋白质（ Fas配体和galectin-1 ）在白细胞中传递死亡信号。1996年，内皮细胞无能概念由Arjan在阿姆斯特丹的血管生成实验室(荷兰，[./Https://nl.wikipedia.org/wiki/Amsterdam_UMC （页面存档备份，存于） Amsterdam UMC])提出。内皮细胞无能机制如图所示。

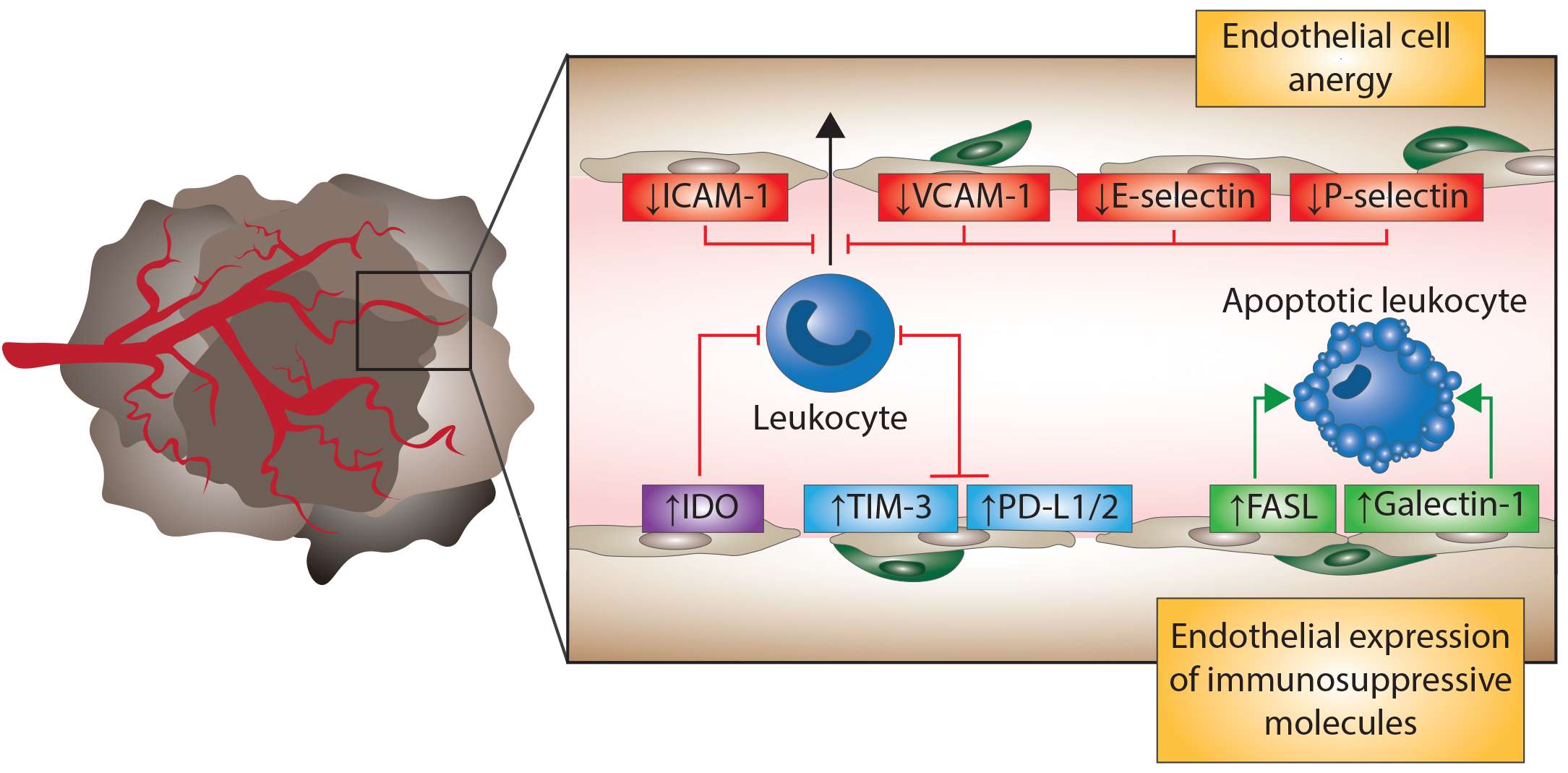
基于脉管系统的免疫抑制机制。肿瘤内皮细胞无能表现为内皮粘附分子（例如 ICAM-1、VCAM-1 和 E-选择素）的抑制。肿瘤血管系统通过增强免疫检查点分子（例如 PD-L1 和 IDO）的表达来抑制白细胞的功能，从而促进更强的免疫抑制。此外，肿瘤血管系统表达 FASL 和半乳糖凝集素-1 等分子，可以向白细胞发出死亡信号。该图取自

## 白细胞浸润
白细胞浸润在炎症部位的形成取决于血液中白细胞与血管壁的相互作用。这种相互作用和白细胞外渗是由白细胞和内皮细胞上的细胞粘附分子介导的。内皮细胞通常表达低水平的粘附分子，但在炎症部位，这些粘附分子由于暴露于炎症细胞因子（例如白细胞介素 1、干扰素 γ和肿瘤坏死因子α）而表达。

## 血管生成阻碍白细胞浸润
内皮细胞无能（Endothelial cell anergy）这一概念在1996年被首次描述，当时的研究结果表明肿瘤细胞暴露在血管生成刺激因素下，如血管内皮生长因子(VEGF) 或成纤维细胞生长因子 (FGF) ，会导致肿瘤内皮细胞不能上调细胞间粘附分子-1 （ICAM-1，CD54）、血管细胞粘附分子-1 (VCAM-1、CD106) 和E-选择素(CD62E)等粘附分子的表达。肿瘤组织中内皮细胞无能可导致白细胞无法到达肿瘤部位，从而阻碍抗肿瘤免疫反应。除了诱导内皮细胞无能之外，持续的血管生成在多个层面上具有免疫抑制作用。 

## 抗血管生成克服内皮细胞无反应性并改善免疫治疗
由于这种形式的免疫抑制是由血管生成刺激介导的，因此表明抗血管生成治疗可以恢复内皮细胞无能性，允许白细胞浸润肿瘤并刺激抗肿瘤免疫。  克服内皮细胞无能是目前抗血管生成疗法和免疫疗法（主要是免疫检查点阻断）相结合的癌症临床治疗成功的基础。  

## 一个胚胎工程
有人认为，内皮细胞无能也发生在胚胎阶段，以允许胚胎在免疫沉默条件下有效发育，并有助于保护胚胎免受母体免疫反应的影响。肿瘤在内皮细胞无能介导的免疫抑制的支持下阻碍了这一过程而生长。 